# Jessic Ngankam
Jessic Gaïtan Ngankam (* 20. Juli 2000 in Berlin) ist ein deutsch-kamerunischer Fußballspieler. Der Stürmer und ehemalige deutsche Juniorennationalspieler wurde hauptsächlich bei Hertha BSC ausgebildet und steht als Leihspieler von Eintracht Frankfurt bei Hannover 96 unter Vertrag.

## Karriere

### Verein
Nach kurzer Zeit bei den Reinickendorfer Füchsen wurde Ngankam als Sechsjähriger in der Nachwuchsabteilung von Hertha BSC aufgenommen. Später war er für den Verein sowohl in der B- als auch in der A-Junioren-Bundesliga Nord/Nordost aktiv. Die U17 führte er in seinem letzten Jahr als Mannschaftskapitän an und war ab Sommer 2017 fester Bestandteil der U19. Mit ihr gelangte der Stürmer in der Saison 2017/18 bis ins Achtelfinale des DFB-Junioren-Vereinspokals und gewann nach einem 3:1 über den FC Schalke 04 die deutsche A-Jugendmeisterschaft. So konnte man sich für die UEFA Youth League qualifizieren, in der die Berliner U19 mit Ngankam im Achtelfinale gegen die Jugend des FC Barcelona ausschied. In der Liga wurde Ngankam hingegen mit 25 Treffern Torschützenkönig der Staffel Nord/Nordost.
Zur Saison 2019/20 rückte der kamerunischstämmige Deutsche in die zweite Herrenmannschaft auf. Bis zur aufgrund der COVID-19-Pandemie angeordneten Saisonpause absolvierte Ngankam 22 von 24 Regionalligapartien und wurde mit je 11 Toren und Vorlagen zum besten Scorer des Teams. Am 26. Spieltag Mitte Mai 2020 stand er unter dem neuen Cheftrainer Bruno Labbadia erstmals im Bundesligakader und wurde beim 3:0-Auswärtssieg gegen die TSG 1899 Hoffenheim in der Schlussphase eingewechselt. Wenige Tage später erhielt Ngankams seinen ersten Profivertrag in Berlin, der bis Juni 2023 läuft. In seiner zweiten Saison in der Bundesliga kam er auf er 15 Einsätze und erzielte dabei zwei Tore. Am 4. Oktober 2020 erzielte er bei der 4:3-Niederlage gegen den FC Bayern München sein erstes Bundesligator, als er kurz vor Schluss in der Münchner Allianz Arena zum 3:3 traf.
Zur Saison 2021/22 wechselte Ngankam für ein Jahr auf Leihbasis zur SpVgg Greuther Fürth. Der Bundesliga-Aufsteiger verfügte zudem über eine Kaufoption. Wenige Tage nach seinem Wechsel zog er sich im Training eine Kreuzband- sowie Meniskusverletzung zu und musste operiert werden. Ende März 2022 gab er während einer Länderspielpause in einem Testspiel sein Comeback. Bis zum Saisonende folgten 6 Bundesligaeinsätze (4-mal in der Startelf), in denen er 2 Tore erzielte. Der Verein stieg jedoch direkt wieder in die 2. Bundesliga ab.
Unmittelbar nach dem Saisonende zogen die Fürther die Kaufoption und erwarben somit seine Transferrechte. Hertha BSC nutzte jedoch umgehend eine Rückkaufoption und stattete Ngankam mit einem neuen Vertrag bis zum 30. Juni 2025 aus. Somit kehrte er zur Saison 2022/23 nach Berlin zurück. Während der Vorbereitung verletzte sich Ngankam nach einem Pressschlag an dem Knie, in welchem er sich einen Kreuzbandriss zugezogen hatte. Dabei trug er eine Verdrehung des Kniegelenks davon, woraufhin eine Arthroskopie vorgenommen wurde. Ende September 2022 gab er in der zweiten Mannschaft sein Comeback. Anfang Oktober 2022 zog sich Ngankam im Training einen Muskelfaserriss zu. Im Januar 2023 stand er beim ersten Spiel nach der Winterpause erstmals bei den Profis im Spieltagskader und wurde in der Schlussphase eingewechselt. Bis zum Ende der Saison kam er auf 18 Einsätze (4 Tore) und stieg zum zweiten Mal nacheinander aus der Bundesliga ab.
Ngankam blieb der Bundesliga dennoch erhalten, indem er zur Saison 2023/24 zu Eintracht Frankfurt wechselte. Er unterschrieb einen Vertrag bis zum 30. Juni 2028. Nach 15 Einsätzen für die Eintracht, wechselte Ngankam am 1. Februar 2024 bis zum Saisonende auf Leihbasis zum 1. FSV Mainz 05.
Zur Saison 2024/25 wurde Ngankam für ein Jahr an den Zweitligisten Hannover 96 weiterverliehen.
Am 12. April 2025 verletzte sich Ngankam bei einem Zweikampf im Spiel gegen den SV Elversberg und erlitt einen Schien- und Wadenbeinbruch, welcher die Rückkehr in der laufenden Saison ausschließt.

### Nationalmannschaft
Ngankam absolvierte bislang 12 Spiele für Nachwuchsmannschaften des DFB. Mit der U17 erreichte er bei der Weltmeisterschaft 2017 das Viertelfinale. Nach fast fünf Jahren ohne Nominierung wurde er von Antonio Di Salvo im März 2023 in die U21-Nationalmannschaft berufen. Er absolvierte zunächst 2 Testspiele und war im Juni 2023 Teil des Kaders für die U21-Europameisterschaft 2023 in Rumänien und Georgien. Dort kam Ngankam in allen 3 Vorrundenspielen zum Einsatz (einmal in der Startelf), nach denen die Deutschen ausschieden. Anschließend war er aus Altersgründen nicht mehr für die U21 spielberechtigt.

## Titel und Auszeichnungen
Verein
- Deutscher A-Junioren-Meister: 2018
- Meister der A-Junioren-Bundesliga Nord/Nordost: 2018

Persönlich
- Torschützenkönig der A-Junioren-Bundesliga Nord/Nordost: 2019 (25 Tore)

## Privates
Jessics älterer Bruder Roussel ist ebenfalls Fußballspieler.
Jessic Ngankam ist zudem Pate der Plakette "Schule ohne Rassismus, Schule mit Courage" am Romain Rolland Gymnasium.